# Braddan (paroisse administrative)
Pour les articles homonymes, voir Braddan.
Braddan est une paroisse administrative du sheading de Middle sur l'île de Man.